# روبين سوبرينو
روبين سوبرينو (بالإسبانية: Rubén Sobrinas)‏ هو لاعب كرة قدم إسباني في مركز الهجوم، ولد في 1 يونيو 1992 في دايميل في إسبانيا. شارك مع منتخب إسبانيا تحت 17 سنة لكرة القدم ومنتخب إسبانيا تحت 18 سنة لكرة القدم ومنتخب إسبانيا تحت 19 سنة لكرة القدم. أما مع النوادي، فقد لعب مع بونفيرادينا وديبورتيفو ألافيس وريال مدريد ج وريال مدريد كاستيا وريال مدريد ومانشستر سيتي ونادي جيرونا ونادي فالنسيا ونادي قادش.

## وصلات خارجية
- روبين سوبرينو على موقع الاتحاد الأوربي (الإنجليزية)
- روبين سوبرينو على موقع قاعدة بيانات كرة القدم.إي يو (الإنجليزية)
- روبين سوبرينو على موقع Soccerbase.com (لاعب) (الإنجليزية)
- روبين سوبرينو على موقع Soccerway.com (الإنجليزية)
- روبين سوبرينو على موقع AS.com (الإسبانية)